# USS Pensacola (CA-24)
USS Pensacola (CA-24) byl těžký křižník třídy Pensacola, který v řadách amerického námořnictva bojoval v druhé světové válce.
Pensacola se účastnila bitvy v Korálovém moři, bitvy u Midway, bojovala i u Guadalcanalu (všude i se svou sesterskou lodí USS Salt Lake City). Pensacola byla vážně poškozena 30. listopadu 1942 v bitvě u Tassafarongy a byla opravována až do října 1943. 
Loď přečkala celou válku a po ní byla 10. listopadu 1948 použita při atomových zkouškách na atolu Bikini, uskutečněných v rámci Operace Crossroads. Vrak byl nakonec potopen u pobřeží státu Washington.